# ジョージナ・ベイアー
ジョージナ・ベイアー（Georgina Beyer、1957年 - 2023年3月6日）は、ニュージーランドの元政治家。ニュージーランド労働党の一員として、1999年11月27日より、2007年2月14日までニュージーランド議会議員を務めた。ベイアーはトランスジェンダーの人として世界初の国会議員となった。

## 人物
1957年にウェリントンに生まれたベイアーは、17歳のとき女性としてカミングアウトし、シドニーに出てナイトクラブに務め、売春を行い、またストリップ劇場の踊り子としても活躍した。その当時、4人の男に強姦されたという。1984年には性別適合手術を受けた。
その後、ベイアーは政治に関心を持ち、1995年にウェリントンのカータートン市 (Carterton District) の市長選挙に当選し、2000年まで職務を務めた。トランスジェンダーとして世界初の市長となった。その後2004年、ニュージーランド国会議員在任中、1993年成立の人権法に基いて「性自認」を理由とする差別を禁止する法律の成立に貢献した。
さらに2006年7月には第1回ワールドアウトゲームズに講演者として参加し「モントリオール宣言」の成立に貢献し、さらにコペンハーゲンで開催された第2回ワールドアウトゲームズにも参加し、性自認による差別禁止や社会的受容を求めて講演した。
2023年3月6日、ウェリントンにて死去。65歳没。